# Gaby Baby Doll
Pour plus de détails, voir Fiche technique et Distribution.
Gaby Baby Doll est un film français réalisé par Sophie Letourneur, sorti en 2014.

## Synopsis
Vincent va tester l'amour qu'a Gaby pour lui en la laissant seule une nuit. De plus, le comportement de Gaby va avoir des répercussions dans le village de leur lieu de séjour. Et dans ce village, il y a Nicolas...

## Fiche technique
- Titre français : Gaby Baby Doll
- Réalisation : Sophie Letourneur, assistée de David Depesseville
- Scénario : Sophie Letourneur et Anne-Louise Trividic
- Photographie : Jeanne Lapoirie
- Producteur : Emmanuel Chaumet
- Coproducteur : Serge Hayat
- Société de production : Ecce Films
- Soutiens à la production : CNC, Ciné+, Cinémage 8, région Bourgogne et région Ile-de-France
- Société de distribution : Shellac Distribution
- Musique : Yongjin Jeong et Benjamin Biolay
- Supervision du script : Nadège Catenacci
- Supervision musicale : Thibault Deboaisne (Sound Division)
- Montage : Jean-Christophe Hym et Michel Klochendler (non crédité)
- Pays d'origine :  France
- Langue : français
- Format : couleur - 35 mm
- Genre : comédie romantique
- Durée : 88 minutes
- Date de sortie : 17 décembre 2014 ( France)
- Budget : 1,56M€[1]
- Box-office France : 12 035 entrées[2]
- Visa d'exploitation no 130136

## Distribution
- Lolita Chammah : Gaby
- Benjamin Biolay : Nicolas
- Félix Moati : Vincent
- Pascal Joyeux : Pascal
- Benaser Kandoussi : Ness
- Jean-François Ducrot : Jeannot
- Dorothée Lécuyer : Dorothée
- Guillemette Coutellier : Guigui
- Camille Genaud : Claire
- Laetitia Goffi : Stéphanie
- Emmanuel Rabita : Manu
- Raoul Hym Letourneur : Le bébé
- Yoann Guimard : le copain de Ness
- Grégoire Lécuyer : le copain de Jeannot
- Philippe Cheneau : le docteur

## Autour du film
- Le tournage a été émaillé de péripéties : incendie en fin de tournage, direction d'acteurs parfois houleuse[3]...
- Autant en emporte le vent a été la source d'inspiration pour les prises de vues du film (photographie)[4].